# Cabinet Stoltenberg I
Pour les articles homonymes, voir Cabinet Stoltenberg.
Land de Schleswig-Holstein
Lemke II Stoltenberg II
Le cabinet Stoltenberg I (Kabinett Stoltenberg I, en allemand) est le gouvernement du Land de Schleswig-Holstein entre le 24 mai 1971 et le 26 mai 1975, durant la septième législature du Landtag.

## Coalition et historique
Dirigé par le nouveau ministre-président chrétien-démocrate Gerhard Stoltenberg, anciennement ministre fédéral de la Recherche scientifique, il est soutenu par la seule Union chrétienne-démocrate d'Allemagne (CDU), qui dispose de 40 députés sur 73 au Landtag, soit 54,7 % des sièges.
Il a été formé à la suite des élections législatives régionales du 25 avril 1971, au cours desquelles la CDU a remporté, pour la première fois, la majorité absolue au Parlement régional, et succède au second cabinet d'Helmut Lemke, constitué d'une coalition noire-jaune entre les chrétiens-démocrates et le Parti libéral-démocrate (FDP). À l'issue des élections législatives régionales du 13 avril 1975, la CDU a conservé, de justesse, sa domination, formant ainsi le cabinet Stoltenberg II.

## Composition

### Initiale
| Fonction                                                                           | Nom | Nom                                                     | Parti |
| ---------------------------------------------------------------------------------- | --- | ------------------------------------------------------- | ----- |
| Ministre-président                                                                 |     | Gerhard Stoltenberg                                     | CDU   |
| Vice-ministre-président Ministre de l'Alimentation, de l'Agriculture et des Forêts |     | Ernst Engelbrecht-Greve                                 | CDU   |
| Ministre de l'Intérieur                                                            |     | Rudolf Titzck                                           | CDU   |
| Ministre des Finances                                                              |     | Hans-Hellmuth Qualen (jusqu'au 15/05/1973)              | Sans  |
| Ministre des Finances                                                              |     | Gerd Lausen                                             | CDU   |
| Ministre de l'Économie et des Transports                                           |     | Karl-Heinz Narjes (jusqu'au 29/01/1973) Jürgen Westphal | CDU   |
| Ministre de l'Éducation                                                            |     | Walter Braun                                            | CDU   |
| Ministre de la Justice                                                             |     | Henning Schwarz                                         | CDU   |
| Ministre des Affaires sociales                                                     |     | Karl Eduard Claussen                                    | CDU   |